# Alfred Fitch
Alfred Lord Fitch, detto Al (New York, 1º dicembre 1912 – Orange, 17 febbraio 1981), è stato un velocista statunitense.

## Palmarès

### Olimpiadi
- Argento a Berlino 1936 nella staffetta 4×400 metri.